# Mohamad Shatnawi
Mohamad Shatnawi (arabisch محمد شطناوي, DMG Muḥammad Šaṭnāwī; * 17. August 1985 in Irbid) ist ein jordanischer Fußballspieler. Er ist Torwart der jordanischen Nationalmannschaft und spielte von 2011 bis 2016 beim jordanischen Erstligisten Al-Faisaly. Seit 2016 steht er bei Al-Ramtha SC unter Vertrag.